# Copernicia cowellii
Copernicia cowellii är en enhjärtbladig växtart som beskrevs av Nathaniel Lord Britton och Percy Wilson. Copernicia cowellii ingår i släktet Copernicia och familjen Arecaceae. Inga underarter finns listade i Catalogue of Life.